# Marten von Barnekow
Marten Hans Joachim von Barnekow (16 de marzo de 1900-29 de noviembre de 1967) fue un jinete alemán que compitió en la modalidad de salto ecuestre. Participó en los Juegos Olímpicos de Berlín 1936, obteniendo una medalla de oro en la prueba por equipos.

## Palmarés internacional
| Juegos Olímpicos | Juegos Olímpicos  | Juegos Olímpicos | Juegos Olímpicos |
| Año              | Lugar             | Medalla          | Categoría        |
| ---------------- | ----------------- | ---------------- | ---------------- |
| 1936             | Berlín (Alemania) | Medalla de oro   | Por equipos      |